# تل معوشي
تل المعوشي هو موقع أثري يقع على بعد 2 كم جنوب غرب تل عمارة و3 كم جنوب أبلح في محافظة البقاع . يعود تاريخه على الأقل إلى العصر البرونزي المبكر.